# Cuenca hidrográfica Guadalete-Barbate
La cuenca hidrográfica de los ríos Guadalete y Barbate es una cuenca hidrográfica del sur de la península ibérica, ubicada íntegramente en España, comprende las cuencas hidrográficas de los ríos Guadalate y Barbate e intercuencas entre el límite de los términos municipales de Tarifa y Algeciras y el límite con la cuenca del Guadalquivir, así como, las aguas de transicioón asociadas a ellas.  Estos dos ríos fueron conocidos en la antigüedad respectivamente como Cilbo y Besilo, de acuerdo con la descripción de geográfica de Rufo Festón Avieno en su obra Ora marítima (s. IV d. C.). El Cilbo daba nombre a la amplia región habitada por los cilbicenos y el riío Besilo se ha atribuido que desembocaba en la proximidad de la ciudad de Baesippo (Barbate), citada en los textos clásicos de Plinio el Viejo y Pomponio Mela . Baes- ippo significaría ciudad (-ippo) del río Baes  que fue un importante puerto marino con acuñación de moneda propia en época romana.

## Infraestructuras hidráulicas más relevantes
| Embalses y presas de derivación | Provincia | Capacidad hm³ |
| ------------------------------- | --------- | ------------- |
| Embalse de Guadalcacin          | Cádiz     | 800           |
| Barbate                         | Cádiz     | 228           |
| Zahara-El Gastor                | Cádiz     | 223           |
| Bornos                          | Cádiz     | 200           |
| Los Hurones                     | Cádiz     | 135           |
| Celemín                         | Cádiz     | 45            |
| Arcos                           | Cádiz     | 14            |
| Almodóvar                       | Cádiz     | 6             |